# Charango (album de Morcheeba)
Pour les articles homonymes, voir Charango (homonymie).
Albums de Morcheeba
Fragments of Freedom
(2000) The Antidote
(2005)
Charango est le quatrième album studio du groupe Morcheeba sorti le 2 juillet 2002. Cet album est le dernier avant la séparation provisoire avec la chanteuse Skye Edwards.
Il existe une édition limitée contenant un second CD avec les versions instrumentales des douze titres.

## Listes des titres de l'album
| No  | Titre                                                | Durée |
| --- | ---------------------------------------------------- | ----- |
| 1.  | Slow Down                                            | 4:11  |
| 2.  | Otherwise                                            | 3:42  |
| 3.  | Aqualung                                             | 3:24  |
| 4.  | São Paulo                                            | 4:29  |
| 5.  | Charango (avec Pace Won)                             | 4:02  |
| 6.  | What New York Couples Fight About (avec Kurt Wagner) | 6:15  |
| 7.  | Undress Me Now                                       | 3:23  |
| 8.  | Way Beyond                                           | 3:30  |
| 9.  | Women Lose Weight (avec Slick Rick)                  | 4:17  |
| 10. | Get Along (avec Pace Won)                            | 3:47  |
| 11. | Public Displays of Affection                         | 3:08  |
| 12. | The Great London Traffic Warden Massacre             | 3:02  |